# Semaine de la viande
La Semaine de la viande est la première semaine du petit carême, préparatoire au grand carême célébré dans Églises d'Orient — Églises orthodoxes et Églises catholiques de rite byzantin.
Cette semaine de pré-carême commence avec le dimanche du Publicain et du Pharisien (P - 70) et se termine avec le dimanche du Fils prodigue (P - 63).
Au cours de cette semaine, la consommation de viande est autorisée tous les jours, y compris le mercredi et le vendredi, alors qu'elle doit être restreinte ces jours-là en temps ordinaire. Cette semaine constitue une entrée festive dans le temps de carême qui culminera, après le petit carême, avec le grand carême qui commencera au lundi pur (P - 48).
Dans l'évangile de cette semaine, la parabole du Publicain et du Pharisien explique que l'importance du jeûne réside dans l'humilité qu'on met à le pratiquer et non dans les effets ostentatoires.